# Common Language Runtime
Common Language Runtime (CLR) je komponenta Microsoftovega ogrodja .NET, ki skrbi za izvajanje programov v okolju .NET. CLR implementira Virtual Execution System (VES), kot je definiran v specifikaciji Common Language Infrastructure (CLI). Standard je razvil Microsoft in je sedaj javno dostopen. Koncept ustreza konceptu aplikacijskega virtualnega računalnika "Virtual machine" v programskem jeziku java.